# Прјекопа
Прјекопа (слч. Priekopa) насељено је мјесто са административним статусом сеоске општине (слч. obec) у округу Собранце, у Кошичком крају, Словачка Република.

## Становништво
| Година:    | 1994. | 2004.    | 2014.   | 2024.   |
| ---------- | ----- | -------- | ------- | ------- |
| Број људи: | 258   | 300      | 292     | 278     |
| Разлика:   |       | +16,27 % | -2,66 % | -4,79 % |

| Година:    | 2023. | 2024.   |
| ---------- | ----- | ------- |
| Број људи: | 277   | 278     |
| Разлика:   |       | +0,36 % |

Према подацима о броју становника из 2024. године насеље је имало 278 становника.